# 灾害

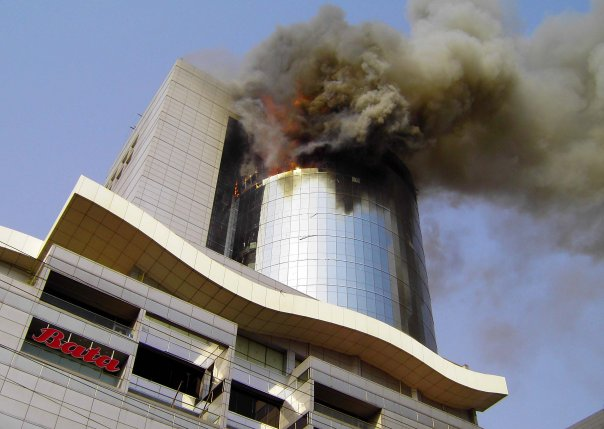
高樓火災

灾害，又稱為災難、災禍、災厄、災患、禍患、浩劫，是对能够给人类和人类赖以生存的环境造成破坏性影响的事物总称。灾害不表示程存在，当蝗虫大量繁殖、大面积传播并毁损农作物造成饥荒的时候，即成为蝗灾；传染病的大面积传播和流行即可酿成灾难；而计算机病毒的大面积传播則稱為人造灾难。
灾害的分类，按照起因有人为灾害或自然灾害；根据原因、发生部位和发生机理划分有地质灾害、天气灾害和环境灾害、生化灾害和海洋灾害等。
- 狹義上，灾害較為形容原因（指某個人事物造成災害），而灾难較為形容結果（指灾害擴大，造成大量人员受伤死亡、财产损失的情況）。

- 廣義上，灾害與灾难同義，可以是自然災害與人為災害的並稱，又稱天灾人祸[來源請求]，因自然因素导致的灾祸称为自然灾害，因人為因素导致的灾祸称为人為灾害，如战争、恐怖事件、核事故、工业灾难等。

## 灾害事件
天災
- 地震
- 火山
- 海嘯
- 風災
- 暴雨
- 海難
- 火災
- 瘟疫
- 隕石
- 病虫害

人祸
- 礦難
- 空難
- 鐵路事故
- 規模戰爭
- 大屠殺
- 恐怖活動
- 校園槍擊事件
- 電腦病毒
- 化工泄漏
- 核事故
- 踩踏事件

## 各国发生灾害时的紧急动员能力
紧急动员能力即国家强制性动员力，指一国中央政府在面对突发灾害（包括地震、飓风等自然灾害和毒气泄漏、核事故等人为灾害）时，最大限度整合资源、动员国民、保证资本流通与社会稳定、维持国民基本生存需要的能力。
以下数据根据美国兰德公司（RAND Corporation）的兰德欧洲（RAND Europe）部门2013年发布的相关统计数据整理而成。括号内，为一国紧急动员能力系数，数值越大，动员能力越高：
- 极强动员能力：中华人民共和国（94）、美国（92）
- 超强动员能力：以色列（86）
- 强动员能力：瑞典（76）、俄罗斯（75）、伊朗（73）、英国（71）、古巴（70）

注：
1. 本数据仅比较灾害发生后的紧急动员能力而未比较防患于未然的灾害防御能力，因而本数据不能作为衡量一个国家抗灾能力的唯一标准。
2. 俄罗斯——1990年代后，世界上，紧急动员能力降幅最大的国家。
3. 中华人民共和国、美国——全世界仅有的两个可实施“全天候总动员”的国家。

### 最易遭受自然灾害的国家
据菲律宾《商业镜报》2011年9月8日报道，根据德国联合国大学发布的《2011全球风险报告》，在全球173个被评估国家中，菲律宾是第三个最易受自然灾害及气候变化影响的国家。报告认为，菲律宾对灾害的应对能力缺乏加剧了灾害风险的潜在影响。大洋洲的瓦努阿图和汤加是最易遭受自然灾害的两个国家。

## 参看
- 灾难应对
- 自然灾害
- 灾害列表
- 災難片
- 災難遇害者辨認
- 災難遇害者辨認組
- 按死亡人数排列的自然灾害列表
- 全球災難危機